# آسمارا کیانی
آسمارا کیانی (انگلیسی: Asmara Kiani؛ زادهٔ) بازیکن فوتبال اهل پاکستان است.